# 상사 (군사)
상사(上士)는 군대 계급 중 하나이다. 중사의 위, 원사의 아래에 위치한다. 미군의 "Master Sergeant"에 대응된다.
- 육군 : 행정보급관, 화포소대장, 참모부 담당관
- 해군 :
- 공군 : 
  - 정비 :

## 계급장
상사(上士)
| 부사관 (副士官) |             | 육군 (포제 정장) | 육군 (포제 견장) | 육군 (금속제) | 해군 | 해병대 | 공군 |
| 부사관 (副士官) | 상사 (上士) |                  |                  |               |      |        |      |